# Elleanthus laxifoliatus
Elleanthus laxifoliatus är en orkidéart som beskrevs av Rudolf Schlechter. Elleanthus laxifoliatus ingår i släktet Elleanthus och familjen orkidéer.
Artens utbredningsområde är Peru. Inga underarter finns listade i Catalogue of Life.